# Markierung Glaslager

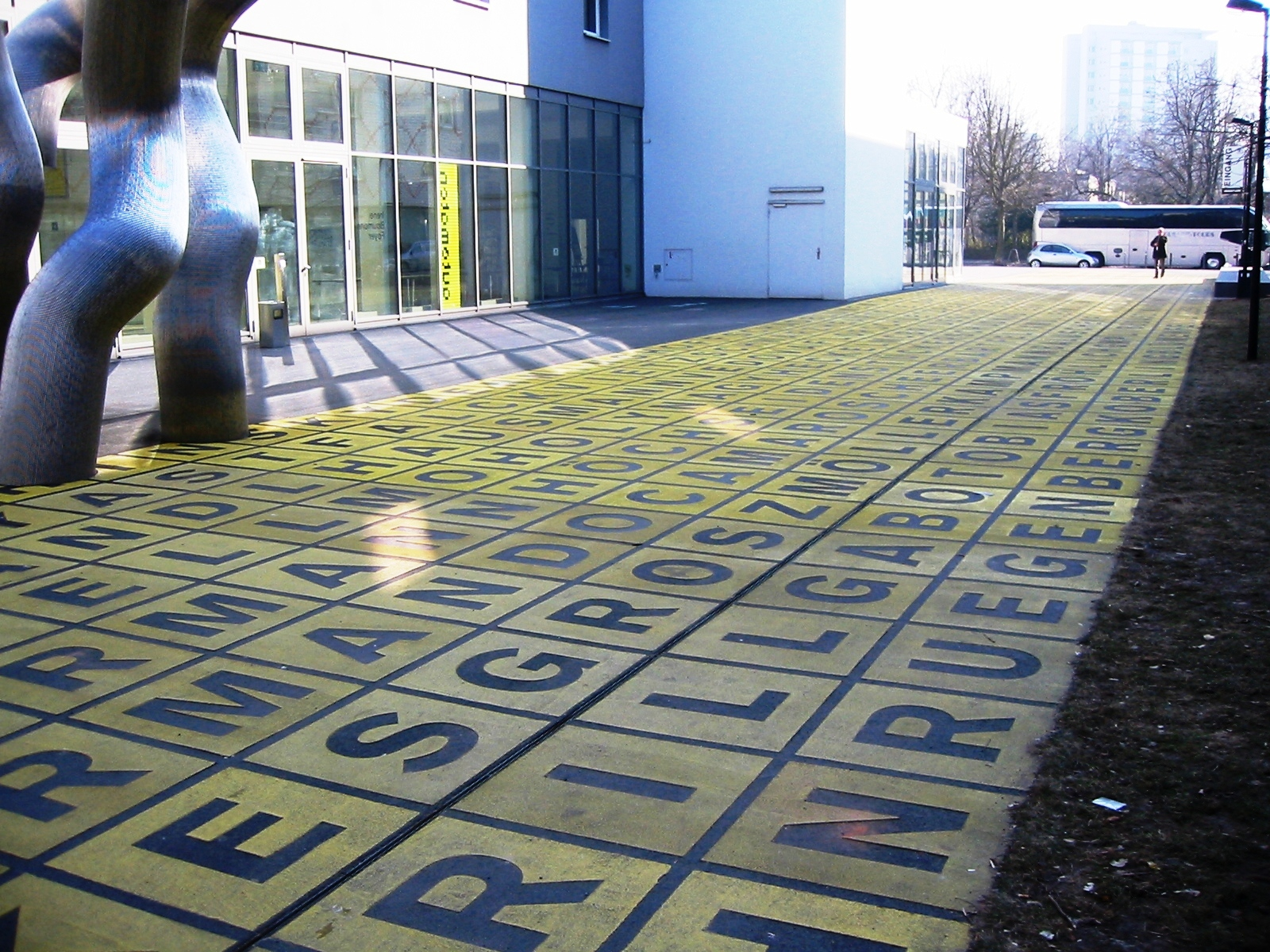
Werk Markierung Glaslager von Kuehn Malvezzi in Berlin-Kreuzberg

Das Werk Markierung Glaslager ist eine Gestaltung des Vorplatzes der Berlinischen Galerie durch das Berliner Architekturbüro Kuehn Malvezzi. Es befindet sich vor dem Eingang zur Galerie in der Alten Jakobstraße im Berliner Ortsteil Kreuzberg. Die Vorplatzgestaltung ist Bestandteil einer elfteiligen Ausstellung mit dem Titel Kunst – Stadt – Raum der Galerie, die im öffentlichen Raum zu sehen ist.

## Aufbau
Das Werk besteht aus einem Buchstabenfeld, das auf den Asphalt aufgetragen wurden. Es entstand in den Jahren 2003 bis 2004 als Ergebnis eines Kunstwettbewerbs Außenraumgestaltung Berlinische Galerie.
Das Buchstabenfeld besteht aus den folgenden Buchstaben und benennt die folgenden Künstler:
WEREFKINSALOMONHECKERNUSSBAUMMATSCHINSKYDENNINGHOFFSCHADBLUMENTHALLEBEDEVLEISTIKOWESCHENWOLFTHORNEXTER
RICKEYMEIDNERFREUNDLICHHEGEMANNURYASTFALCKVIETZSCHWARZHEARTFIELDPETRUSSOWZILLEMUELLERSCHÖNEBECKKANOLDT
PUNINONNENMACHERBARTNINGARNOLDBRANDLHAUSMANNVEDOVAFLORSCHUETZPERSCHEIDKIRCHNERZIPSERHAJEKHALKEBASELITZ
RODTSCHENKODEBNETHSCHWITTERSVOSTELLMOHOLYNAGYHECKELMCBRIDESCHRIEBERGOESCHSCHMIDTTRÖKESHÖDICKEDIXKASPER
UHLMANNLEHMBRUCKDOLBINUMBOLIEBERMANNHÖCHSEIDENSTÜCKERSCHUDNAGIESMISSMANNKIENHOLZSEGALHOFERFRANKENSTEIN
KOPYSTIANSKYHELDTNEUSCHULROSZARMANDOCAMAROSCHEERBARTFELIXMÜLLERMALEWITSCHFRITSCHWILLIAMSWUSTSCHLICHTER
JACOBITHIELGECCELLIMAMMENMETZKESGROSZMÖLLERKAMPMANNBALUSCHEKFISCHERFURTHTHSTÖHRERLISSITZKYTHIELERLAABS
BRAUNBECKMANNMELZERKULVIASNKIBRILLGABOTOBIASFRÖHLICHGMPLIBUDASZYMANSKIMÜLLERREHMGOLTZSCHEBELLINGAPPELT
MARWANWUNDERWALDKLEIHUESRIESKÜHNRUEGENBERGKOBERLINGBLUMENFELDLIBESKINDHEEMSKERCKASSIGRHEINSBERGCORINTH

## Symbolik
Das Werk sticht unmittelbar ins Auge, wenn man sich der Galerie nähert. Erst bei genauer Betrachtung erkennt man, dass es sich nicht um eine sinnlose Ansammlung von Buchstaben handelt: Vielmehr besteht es aus 160 Künstlernamen, die ohne Unterbrechung aneinandergereiht wurden. Die Künstler sind mit Werken oder Gruppen von Werken in der Galerie zu sehen. Löst man sich von den Namen, so entstehen neue, teilweise skurril anmutende Bezeichnungen, die an den Dadaismus erinnern sollen. Die Bezeichnung Glaslager erinnert daran, dass die Halle der Berlinischen Galerie einst als Glaslager genutzt wurde. In unmittelbarer Nachbarschaft befindet sich noch heute die Innung des Glaserhandwerks Berlin.

## Umfeld der Ausstellung
Da die Berlinische Galerie aus Platzmangel keinen eigenen Skulpturengarten unterhalten kann, kam die Idee auf, das Umfeld der Galerie zum öffentlichen Kunstraum umzugestalten. Damit sollen Spaziergänger, die hier in der Südlichen Friedrichstadt auf der Suche nach Museen wie dem Jüdischen Museum sind, signalisiert werden: „Hier bin ich bestimmt richtig.“

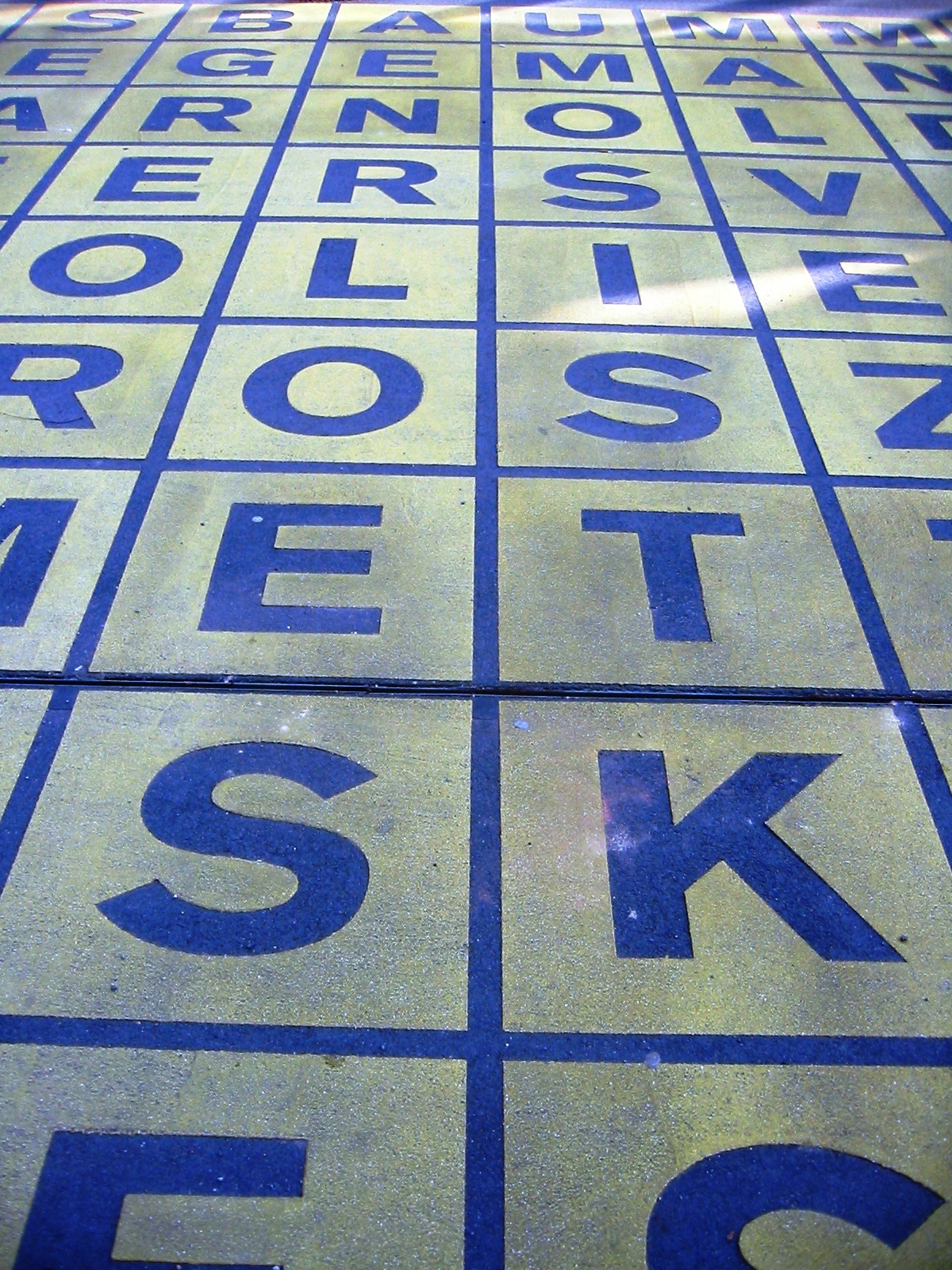
Detailaufnahme des Buchstabenfeldes
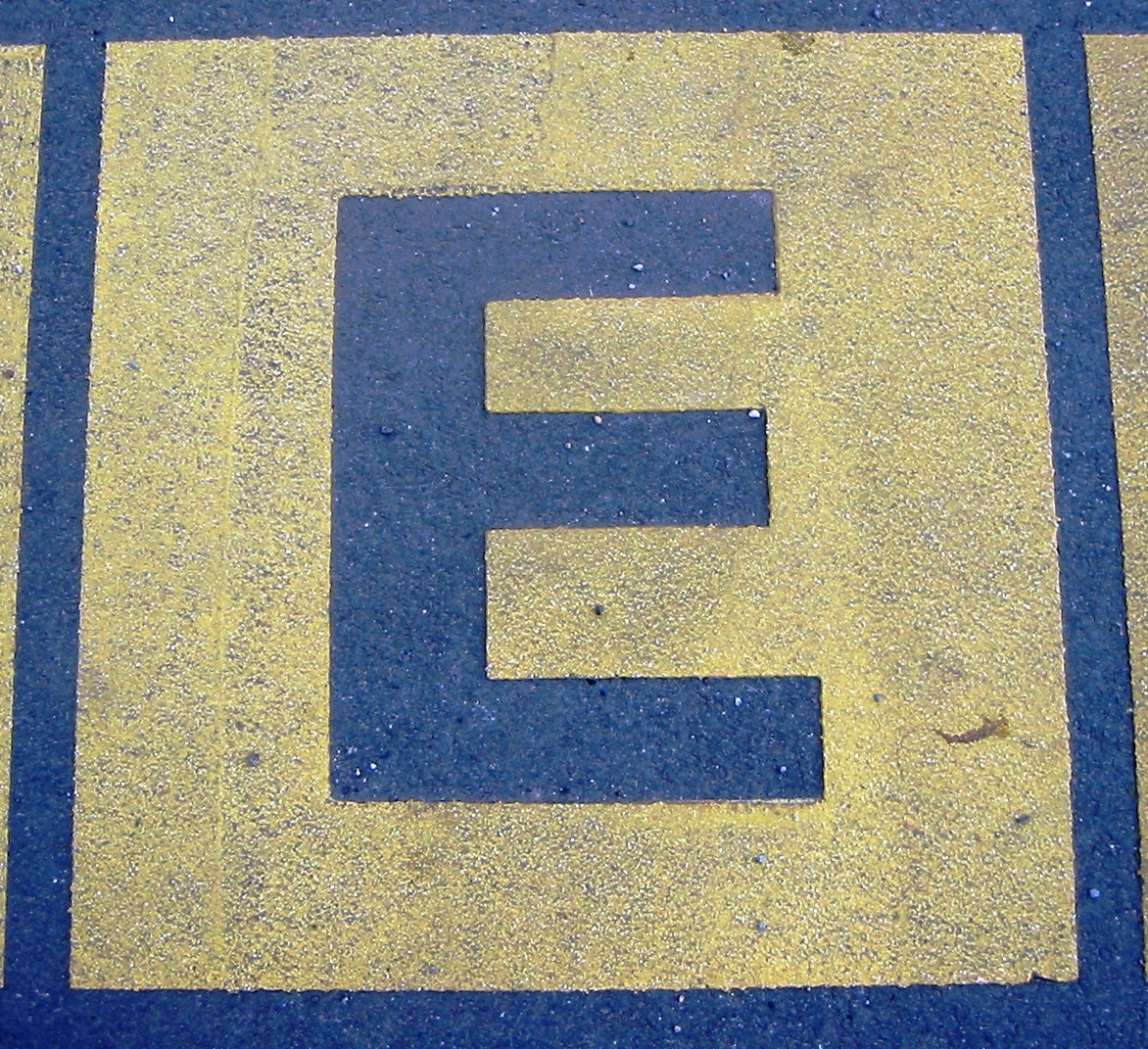
Detailaufnahme eines Buchstabens
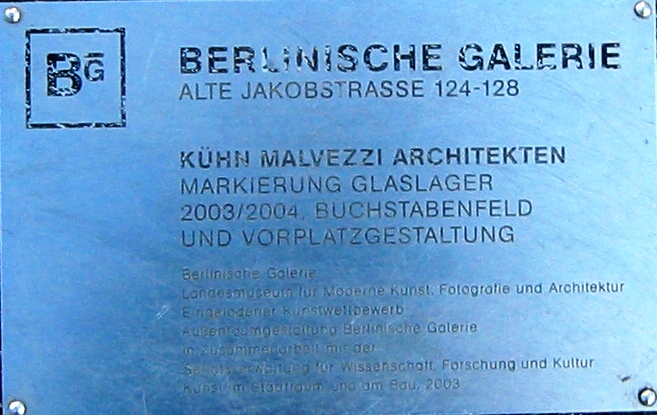
Hinweisschild am Eingang zur Galerie